# Luigi Ambrosio
Luigi Ambrosio (Alba, 27 de janeiro de 1963) é um matemático italiano, professor da Escola Normal Superior de Pisa. Seus campos principais de pesquisa são cálculo variacional e teoria da medida geométrica.

## Prêmios
Ambrosio recebeu o Prêmio Renato Caccioppoli de 1998 da Unione Matematica Italiana. Em 2002 foi palestrante convido do Congresso Internacional de Matemáticos e recebeu o Prêmio Fermat de 2003. Ambrosio é listado como um dos pesquisadores mais citados do ISI.
Palestrante convidado do Congresso Internacional de Matemáticos no Rio de Janeiro em 2018.

## Publicações selecionadas
- Ambrosio, L. (1989). A compactness theorem for a new class of functions of bounded variation. Boll. Un. Mat. Ital. B (7) 3, no. 4, 857–881.
- De Giorgi, Ennio; Ambrosio, Luigi (1989). New functionals in the calculus of variations. (Italian) Atti Accad. Naz. Lincei Rend. Cl. Sci. Fis. Mat. Natur. (8) 82 (1988), no. 2, 199–210.
- Ambrosio, L. (1990). Existence theory for a new class of variational problems. Arch. Rational Mech. Anal. 111, no. 4, 291–322.
- Ambrosio, Luigi; Fusco, Nicola; Pallara, Diego (2000). Functions of bounded variation and free discontinuity problems. Oxford Mathematical Monographs. The Clarendon Press, Oxford University Press, New York.
- Ambrosio, L; Kirchheim, B. "Currents in metric spaces", Acta Math., 185 (2000), 1–80.
- Ambrosio, Luigi; Gigli, Nicola; Savaré, Giuseppe (2005). Gradient flows in metric spaces and in the space of probability measures. Lectures in Mathematics ETH Zurich. Birkhäuser Verlag, Basel.
- Luigi Ambrosio, Edward Norman Dancer, Giuseppe Buttazzo, A. Marino, M. K. Venkatesha Murthy, eds. (2000). Calculus of variations and partial differential equations. [S.l.]: Springer. ISBN 978-3-540-64803-1